# Herbert Fink
 (août 2025).
Herbert Lewis Fink (ou Herb Fink), né le 8 septembre 1921 à Providence (Rhode Island) et mort en septembre 2006 à Rockport (Maine), est un peintre, dessinateur, graveur et enseignant américain.

## Biographie
Après une année à l'Art Students'League de New York (1941-1942), Herbert Fink est appelé à combattre en France en 1944-45, où il se distingue. Après la guerre, il intègre l'université Carnegie-Mellon puis décroche son diplôme en 1948. Il commence à enseigner mais démissionne pour voyager en Europe, ayant obtenu une bourse. À son retour, il s'inscrit à l'université Yale, y obtient son Master of Arts et y enseigne de 1958 à 1961, essentiellement le dessin et la gravure. Par la suite, il prend la direction du département des beaux arts de la Southern Illinois University, jusqu'à sa retraite en 1987.
Membre de l'Académie américaine de design, Fink fut, au cours de sa carrière, reconnu comme un graveur exceptionnel, recevant plusieurs prix dont celui de la Fondation Guggenheim (1965). En 1986, l’État de l'Illinois le nomme Visual Artist of the Year et la même année, une rétrospective de son travail est organisée en Chine (université de Liaoning).
Spécialisé dans les grands formats gravés, la finesse de ses paysages et de ses nus lui vaut l'intérêt des collectionneurs publics et privés. L'on peut admirer ses œuvres entre autres dans les institutions américaines suivantes : Baltimore Museum of Art, musée des beaux-arts de Boston, Bibliothèque du Congrès, New York Public Library, Philadelphia Museum of Art.